# Kabupaten Tapin
Kabupaten Tapin är ett kabupaten i Indonesien.   Det ligger i provinsen Kalimantan Selatan, i den västra delen av landet, 1 000 km öster om huvudstaden Jakarta. Antalet invånare är 167 877.